# Empoasca furcatula
Empoasca furcatula är en insektsart som beskrevs av Ghauri 1979. Empoasca furcatula ingår i släktet Empoasca och familjen dvärgstritar.
Artens utbredningsområde är Malawi. Inga underarter finns listade i Catalogue of Life.